# Nesztor
A Nesztor görög eredetű mitológiai eredetű férfinév, jelentése valószínűleg mindig hazatérő.

## Gyakorisága
Az 1990-es években szórványos név, a 2000-es években nem szerepel a 100 leggyakoribb férfinév között.

## Névnapok
- február 26., szökőévekben február 27.
- szeptember 8.

## Más nyelvű megfelelői
- orosz: Nyesztor (Нестор)
- ukrán: Nesztor (Нестор)
- Görög: Nesztór (Νέστωρ)

## Híres Nesztorok
- Nesztór Pülosz királya Homérosz művében, az Iliaszban
- Nesztór görög költő (2. század)
- Nyesztor (kijevi történetíró, 11-12. század)
- Nesztoriosz püspök (5. század)

## Egyéb Nesztorok
A nesztor egy adott közösségen belül a legöregebb, legnagyobb tekintélyű személy. Genealógiai értelemben a nemzetség, 
család, ág stb. legöregebb férfi tagja, őse.